# Goldmine Boroo
Die Goldmine Boroo ist ein Tagebau zur Goldgewinnung in der Mongolei, der sich ca. 110 km nordwestlich der Landeshauptstadt Ulaanbaatar in den Landkreisen (Sum) Bajangol und Mandal des nord-mongolischen Selenge-Aimags (Provinz) befindet.
Die Goldmine befindet sich zu 95 % im Besitz des kanadischen Bergbauunternehmens Centerra Gold. Mit der kommerziellen Produktion wurde im März 2004 begonnen. Bis Ende 2006 wurden mehr als 800.000 Unzen (25 Tonnen) Gold gewonnen.
35 km östlich von ihr liegt die Goldmine Gatsuurt, die zu 100 % zu Centerra Gold gehört. Oxide und feuerfeste Erze aus der Lagerstätte Gatsuurt werden in den Einrichtungen von Boroo verarbeitet.
Entsprechend dem Mongolischen Recht ist das Unternehmen von bestimmten Steuern befreit.
Am 25. Mai 2009 kündigte die Gewerkschaftsvertretung der Belegschaft Arbeitsniederlegungen an angesichts der ablehnenden Haltung des Unternehmens zur Zahlung von Abfindungen im Zusammenhang mit der nahenden Schließung der Mine im Jahr 2010.